# Pálóczy László
Pálóczy László, névváltozatai: Papolczy, Pálóczi (Nagyvárad, 1907. július 26.– 1978 után) magyar színész. 

## Életpályája
Párizsban tanulta a színészmesterséget, majd 1931-ben elvégezte a Színészakadémiát. 1931–1932-ben az Andrássy úti Színházhoz szerződött. 1932 és 1933 őszén a Vígszínházban, 1933–34-ben a Magyar Játékszín Kamaraszínházban, 1934–35-ben a Magyar Színházban, 1935 és 1937 között Szegeden játszott. 1937–38-ban a Belvárosi és a Művész Színház, 1938–39-ben ismét a Belvárosi Színház, 1939–40-ben a Dunaparti Színpad, 1940–41-ben a Magyar és Andrássy, 1941–42-ben az Andrássy, 1942–43-ban az Új Magyar, 1943–1946 között és 1947–48-ban a Vígszínház tagja volt. 1945-ben a Béke és a Művész Színházban is fellépett. 1948-ban Caracasba utazott második feleségével, Janovszky Eve-vel. 1951-ben szerepelt az Argentínai Magyar Nemzeti Színház előadásain. Jellemszerepeket alakított. 1937–1944 között több filmben is szerepelt. Argentínában fonalgyárat alapított ukrán származású feleségével. 
Első felesége Szepes Lia színésznő volt, akivel 1938. november 29-én kötött házasságot. Elváltak. 
Két lánya született: Ágnes, Marietta.

## Főbb szerepei

### Színházi szerepei
- Prokesch (Rostand: A sasfiók)
- Timár Ferenc (Bókay J.: Szakíts helyettem)
- Tibor (Bókay J.: Ragaszkodom a szerelemhez)
- László (Vaszary G.: A meztelen lány)
- Browning Róbert (Besier: Ahol tilos a szerelem)

### Filmszerepei
- 3 : 1 a szerelem javára (1937) – Károlyi Gyuri
- Nincsenek véletlenek (1938) – Kemény Tamás, zeneszerző
- Szervusz, Péter! (1939) – Gál, vendég
- A miniszter barátja (1939) – báró Gallay Tibor
- Tokaji aszú (1940) – Szeniczey Pista
- Az ördög nem alszik (1941) – Péter barátja
- Egér a palotában (1942) – karmester, énekes
- Egy szív megáll (1942) – Pallós Gábor, bonviván
- Pista tekintetes úr (1942) – Eleméry Gyula gróf
- Ópiumkeringő (1942) – Gács Péter, színész
- Legény a gáton (1943) - szerelmes úr
- Éjjeli zene (1943) – Baptiste, Tardy inasa
- Megálmodtalak (1943) – Viktor, Mária vőlegénye
- Rákóczi nótája (1943) – gróf Bercsényi Miklós
- Menekülő ember (1943) – Pál, Klára vőlegénye
- A két Bajthay (1944) – Sáskay, bankigazgató
- Éjféli keringő (1944) – Laci
- Egy pofon, egy csók (1944) – Dr. Buday Arisztid, ügyvéd
- Vihar után (1944) – Ferenc, Tamás Péter inasa